# Papuadrama buna
Papuadrama buna är en tvåvingeart som beskrevs av Albany Hancock och Drew 2005. Papuadrama buna ingår i släktet Papuadrama och familjen borrflugor. Inga underarter finns listade i Catalogue of Life.